# Little Grass Valley (Kalifornija)
Little Grass Valley je naseljeno područje za statističke svrhe u američkoj saveznoj državi Kalifornija. Prema popisu stanovništva iz 2010. u njemu je živjelo 2 stanovnika.